# محمد الهليل
محمد الهليل لاعب كرة قدم سعودي ، في مركز لاعب وسط ، لعب مع نادي الشباب حتى عام 2009.
لعب في فترة من الفترات مع نادي الحزم بنظام الإعارة